# Suko Manunggal (plaats)
Suko Manunggal is een bestuurslaag in het regentschap Soerabaja van de provincie Oost-Java, Indonesië. Suko Manunggal telt 13.352 inwoners (volkstelling 2010).